# Малыгин, Иван Иванович
Иван Иванович Малыгин (1901—1950) — генерал-майор Советской Армии, участник подавления Кронштадтского восстания и Великой Отечественной войны, Краснознамёнец (1921).

## Биография
Иван Малыгин родился 22 февраля 1901 года в Вологде. В июле 1920 года пошёл на службу в Рабоче-крестьянскую Красную Армию. Будучи курсантом Петроградской военно-инженерной школы, принимал активное участие в подавлении Кронштадтского восстания.
Приказом Революционного Военного Совета Республики № 271 в 1921 году Иван Иванович Малыгин был награждён орденом Красного Знамени РСФСР.
После окончания военно-инженерной школы Малыгин служил в строевых частях. В марте 1930 года он окончил Военно-техническую академию имени Ф. Э. Дзержинского.
С мая 1940 года служил заместителем начальника Инженерного управления Военно-морского флота СССР. 13 декабря 1942 года Малыгину было присвоено звание инженер-генерал-майора. После окончания войны он продолжал службу в Советской Армии. Скончался 23 августа 1950 года, похоронен на Новодевичьем кладбище Москвы.
Был награждён орденом Ленина, двумя орденами Красного Знамени, орденами Нахимова 2-й степени, Отечественной войны 1-й степени, Трудового Красного Знамени и Красной Звезды, рядом медалей.